# Уилки, Кайл
Кайл Уи́лки (англ. Kyle Wilkie; 20 февраля 1991, Глазго, Шотландия) — шотландский футболист, центральный полузащитник шотландского клуба «Ист Файф».

## Клубная карьера
Уилки является воспитанником английского клуба «Стокпорт Каунти». В июле 2008 году молодым талантом интересовались представители местной Премьер-лиги — «Манчестер Юнайтед» и «Арсенал», но до конкретных предложений дело не дошло. В следующем году Уилки окончил Академию «Стокпорта».
19 августа того же года Кайл подписал свой первый профессиональный контракт с шотландской командой «Гамильтон Академикал». Уже через три дня Уилки дебютировал в первом составе «Академикал» в матче, в котором «бело-красные» на стадионе «Нью Дуглас Парк» принимали «Абердин».
Летом 2012 года по окончании своего контракта с «Гамильтоном» Кайл покинул клуб. Вскоре Уилки отправился на просмотр в команду Первого дивизиона страны — «Гринок Мортон». 28 июля Кайл забил гол в товарищеском матче против «Порт Глазго», после чего было объявлено, что футболист вскоре подпишет с инверклайдским коллективом соглашение о сотрудничестве. 25 августа состоялся дебют Уилки в официальной встрече за «Гринок» — в тот день «Мортон» в рамках Кубка вызова соперничал с «Куин оф зе Саут». 9 февраля 2013 года Кайл забил свой первый гол в профессиональной карьере, поразив ворота клуба «Эйрдри Юнайтед» в матче турнира Первого дивизиона Шотландии.

### Клубная статистика
| Клуб                     | Сезон                    | Чемпионат | Чемпионат | Кубок | Кубок | Кубок Лиги | Кубок Лиги | Кубок вызова | Кубок вызова | Еврокубки | Еврокубки | Итого | Итого |
| Клуб                     | Сезон                    | Игры      | Голы      | Игры  | Голы  | Игры       | Голы       | Игры         | Голы         | Игры      | Голы      | Игры  | Голы  |
| ------------------------ | ------------------------ | --------- | --------- | ----- | ----- | ---------- | ---------- | ------------ | ------------ | --------- | --------- | ----- | ----- |
| Гамильтон Академикал     | 2009/10                  | 12        | 0         | 1     | 0     | —          | —          | —            | —            | —         | —         | 13    | 0     |
| Гамильтон Академикал     | 2010/11                  | 6         | 0         | —     | —     | —          | —          | —            | —            | —         | —         | 6     | 0     |
| Гамильтон Академикал     | 2011/12                  | 1         | 0         | —     | —     | 1          | 0          | —            | —            | —         | —         | 2     | 0     |
| Всего за «Гамильтон»     | Всего за «Гамильтон»     | 19        | 0         | 1     | 0     | 1          | 0          | 0            | 0            | 0         | 0         | 21    | 0     |
| Гринок Мортон            | 2012/13                  | 16        | 2         | 4     | 0     | —          | —          | 1            | 0            | —         | —         | 21    | 2     |
| Всего за «Гринок Мортон» | Всего за «Гринок Мортон» | 16        | 2         | 4     | 0     | 0          | 0          | 1            | 0            | 0         | 0         | 21    | 2     |
| Всего за карьеру         | Всего за карьеру         | 35        | 2         | 5     | 0     | 1          | 0          | 1            | 0            | 0         | 0         | 42    | 2     |

(откорректировано по состоянию на 30 марта 2013)

## Сборная Шотландии
В 2010 году Уилки провёл два матча за сборную Шотландии (до 19 лет).

## Личная жизнь
Отец Кайла, Дуг Уилки, также профессионально играл в футбол, с 1979 по 1980 год защищал цвета клуба «Данди Юнайтед».